# Женская сборная Малайзии по баскетболу 3×3
Женская сборная Малайзии по баскетболу 3×3 представляет Малайзию на международных соревнованиях по баскетболу 3×3. Управляющим органом является Баскетбольная ассоциация Малайзии (англ. Malaysia Basketball).
По состоянию на 1 сентября 2024, женская сборная Малайзии по баскетболу 3×3 занимает 37-е место в мировом рейтинге ФИБА женских сборных по баскетболу 3×3.

## Результаты выступлений
| Турнир                           | Золото | Серебро | Бронза | Всего |
| -------------------------------- | ------ | ------- | ------ | ----- |
| Чемпионат мира по баскетболу 3×3 | —      | —       | —      | —     |
| Чемпионат Азии                   | —      | —       | —      | —     |
| Азиатские игры                   | —      | —       | —      | —     |
| Итого                            | —      | —       | —      | —     |

### Чемпионат мира по баскетболу 3x3
| Год         | Место          | Игры           | Победы         | Поражения      | Состав команды                                                  |
| ----------- | -------------- | -------------- | -------------- | -------------- | --------------------------------------------------------------- |
| 2012—2017   | не участвовали | не участвовали | не участвовали | не участвовали | не участвовали                                                  |
| Bocaue 2018 | 10             | 4              | 2              | 2              | Ky Lie Hiew, Wei Yin Saw, Chiau Teng, Eugene Ting, Fook Yee Yap |
| 2019—н. в.  | не участвовали | не участвовали | не участвовали | не участвовали | не участвовали                                                  |

### Чемпионат Азии по баскетболу 3x3
| Год             | Место          | Игры           | Победы         | Поражения      | Состав команды                                                          |
| --------------- | -------------- | -------------- | -------------- | -------------- | ----------------------------------------------------------------------- |
| 2013            | не участвовали | не участвовали | не участвовали | не участвовали | не участвовали                                                          |
| Улан-Батор 2017 | 2              | 5              | 4              | 1              | Chia Qian Tai, Chiau Teng, Eugene Ting, Fook Yee Yap, Hui Pin Pang      |
| Шэньчжэнь 2018  | 12             | 2              | 0              | 2              | Ky Lie Hiew, Chia Qian Tai, Chiau Teng, Eugene Ting, Fook Yee Yap       |
| 2019—2022       | не участвовали | не участвовали | не участвовали | не участвовали | не участвовали                                                          |
| Сингапур 2023   | 12             | 2              | 0              | 2              | Wong Chah Yee, Suet Ying Foo, Yin Jie Tan, Ke Hui Toh                   |
| Сингапур 2024   | 12             | 2              | 0              | 2              | Nur Adila Shahira Binti Juraimi, Wong Chah Yee, Ky Lie Hiew, Ke Hui Toh |

### Азиатские игры
| Год           | Место | Игры | Победы | Поражения | Состав команды                                       |
| ------------- | ----- | ---- | ------ | --------- | ---------------------------------------------------- |
| Джакарта 2018 | 7     | 4    | 2      | 2         | Wong Sze Qian, Ng Yu Feng, Hiew Ky Lie, Ho Ching Yee |
| Ханчжоу 2022  | 10    | 4    | 2      | 2         | Tan Yin Jie, Tan Sin Jie, Tan Sammi, Foo Suet Ying   |